# Priapichthys annectens
Priapichthys annectens es una especie de peces de la familia de los pecílidos en el orden de los ciprinodontiformes.

## Morfología
Los machos pueden alcanzar los 4 cm de longitud total y las hembras los 6,5 cm.

## Distribución geográfica
Se encuentran en Centroamérica: Costa Rica.